# Hermandad y Cofradía de Nazarenos de Nuestro Señor Jesús de la Humildad entregado por el Sanedrín y de María Santísima del Dulce Nombre
La Hermandad y Cofradía de Nazarenos de Nuestro Señor Jesús de la Humildad entregado por el Sanedrín y de María Santísima del Dulce Nombre fundada en 1993, es una cofradía que participa en los actos de la Semana Santa de Zaragoza (España). 

## Orígenes
La cofradía tiene su origen en la Hermandad y Cofradía de Nazarenos de Nuestro Señor Jesús en el Interrogatorio y Sentencia ante Caifás, Santos Apóstoles Pedro y Santiago y María Santísima del Desconsuelo fundada en 1981 con sede canónica en la Iglesia de Santiago el Mayor. En 1993 se realiza su refundación, momento en que se adopta el actual nombre y los actuales titulares, pero se adquieren en 1994, Virgen del Dulce Nombre (Anteriormente como Virgen del Desconsuelo) y Nuestro Padre Jesús de la Humildad (Jesús en el interrogatorio). 
La cofradía participa regularmente en las procesiones zaragozanas si bien como hermandad, su actividad se extiende a lo largo del año a través de cultos religiosos, labores caritativas y sociales, y actividades culturales.

## Hábito
El hábito se compone de una túnica de sarga azul cobalto, con botonadura negra, una capa de raso blanca y cíngulo de lana negra. El capirote es azul cobalto y en su centro figura la cruz de San Juan bordada en hilo gris plata sobre círculo de color negro.  Los guantes, zapatos y calcetines son negros.

## Sedes
- Sede canónica: convento de las MM. Agustinas de Santa Mónica, calle Dr. Palomar, 53 50002-Zaragoza
- Sede social: Casa de Hermandad: calle Manuela Sancho n.º 43 duplicado. 50002 Zaragoza

## Pasos

### Nuestro Señor Jesús de la Humildad

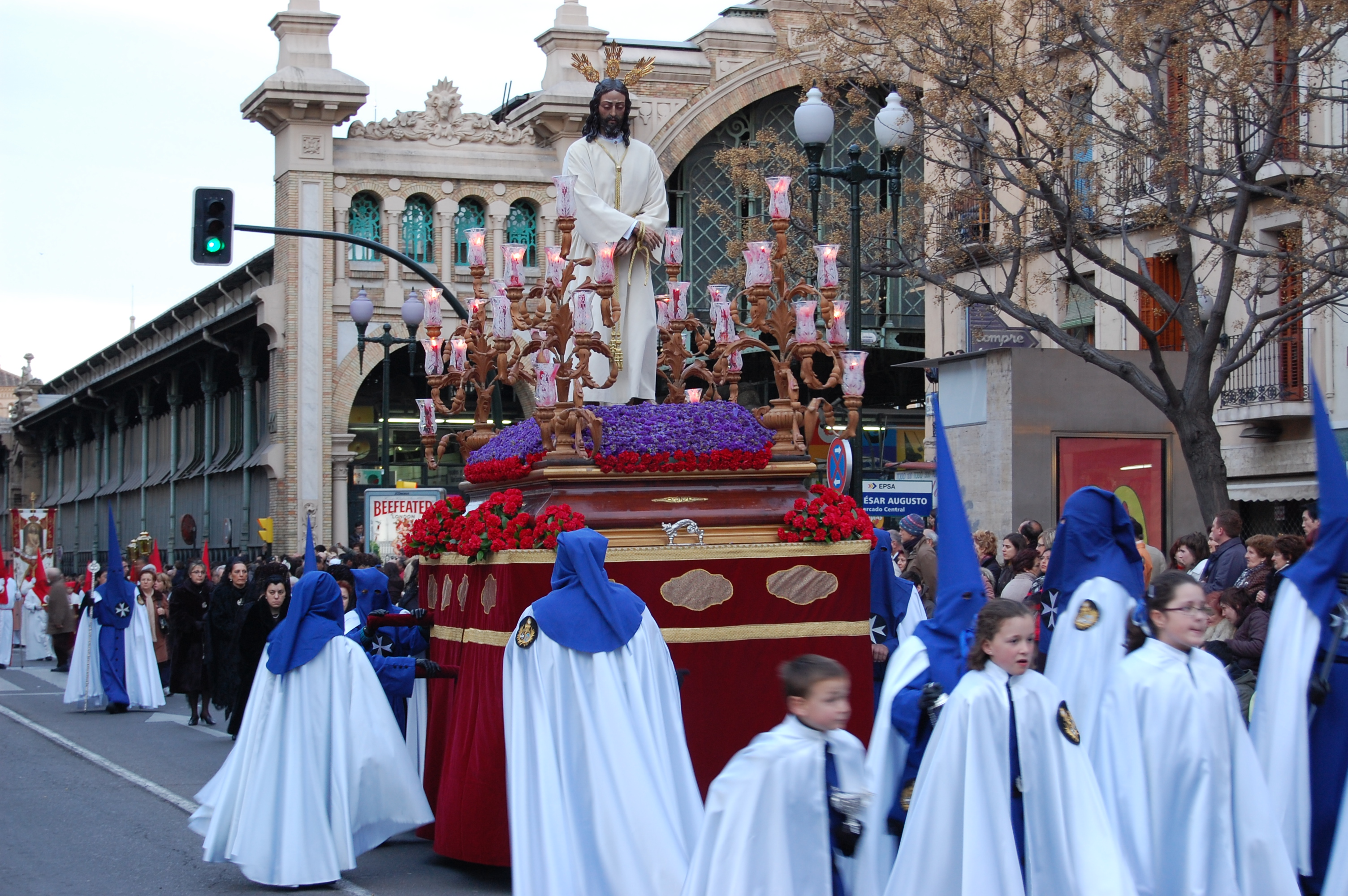
Paso de Nuestro Señor de la Humildad

Representa el episodio de la Pasión en el que Jesús ha sido conducido ante Caifás, pontífice supremo del Sanedrín y éste lo sentencia a muerte y lo entrega a la autoridad romana.
El paso lo componen cinco figuras esculpidas por Francisco Berlanga de Ávila: Jesús de la Humildad, Caifás , un centurión romano,Anás (antiguo Pontífice) y un escriba judío. El paso, de estilo barroco, es de madera de cedro del Brasil, barnizado por Paco Pardo, y los candelabros dorados por el mismo artista y tiene tallados los cuatro evangelistas en los respiraderos y cuatro profetas en las esquinas, además de diversos ángeles pasionistas.
Tiene 9 capillas para albergar diversos pasajes y un llamador con motivos alusivos a la orden agustina (sede canónica de la Hermandad) y con la Torre de la Iglesia de la Magdalena. Es portado a costal por 45 costaleros y acompañado por una Banda de Cornetas y tambores

### María Santísima del Dulce Nombre
Representa a la Virgen bajo palio con expresión de sufrimiento por los tormentos infligidos a su Hijo. El paso es de estilo barroco sevillano con  orfebrería de alpaca plateada de la ciudad de Sevilla. La Virgen procesiona coronada por una obra del mismo orfebre y con vestido y saya bordada. 
Algunos detalles son las capillas de los basamentos de los varales, las cartelas con escenas de la vida de la Virgen de los respiraderos y la capilla de la Virgen del Rocío. Delante del paso figura una Virgen del Rosario de plata del siglo XVIII, anónima. El paso es portado por 30 costaleros y va acompañado por la Banda de música de Ejea de los Caballeros.